# Asahina Shōjirō
Asahina Shōjirō (jap. 朝比奈 正二郎, Eigenschreibweise: Syoziro Asahina; * 10. Juni 1913 in Bunkyō, Präfektur Tokio; † 28. November 2010 in Tokio) war ein japanischer Entomologe und insbesondere Odonatologe. Seine Schwerpunkte lagen zum einen auf dem Gebiet der medizinischen Entomologie zum anderen auf der Gattung Epiophlebia.  Er beschrieb 118 neue Libellenarten; davon sind heute noch 110 anerkannt. Auch beschrieb er fünf neue und noch heute benutzte Gattungen. Zu seinen Ehren wurden zehn Arten benannt.

## Leben
Asahina Shōjirō wurde als Sohn des Pharmakologen und Lichenologen Asahina Yasuhiko im Stadtteil Sendagi, Stadtbezirk Bunkyō, Tokio geboren. Seine ersten entomologischen Sammlungen betrieb er bereits als Kleinkind an der Seite seines Vaters; später in der Schule konzentrierte er sich bereits auf Libellen und führte gezielte Sammlungen in Hokkaidō, Südsachalin und Taiwan durch, wohin er seinen Vater begleitete. Sein Studium an der Kaiserlichen Universität Tokio im Fach Zoologie nahm er im April 1935 auf und schloss es 1938 mit dem Master ab. Die Wirren des Krieges zwangen ihn erst dazu den Fokus seiner sich anschließenden Doktorarbeit auf die medizinische Entomologie zu verlagern und Japan im Oktober 1939 für sechs Jahre in Richtung Mandschurei zu verlassen. Bei einem kurzen Zwischenaufenthalt im Jahr 1940 heiratete er Yoshioka Terue, mit der er nach seiner Rückkehr im Dezember 1945 in Mishima lebte, bevor er zurück in sein Elternhaus nach Tokio zog. 1950 wurde er Mitglied und bereits 1952 Leiter der Abteilung für medizinische Entomologie des National Institute of Health. Seine Doktorarbeit schloss er 1953 ab.
Er war Präsident einiger entomologischer und zoologischer Vereinigungen.
- 1967–1997 Society of Odonatology, Japan (Tokyo)
- 1971/2 Entomological Society of Japan
- 1959, 1971/2 Japan Society of Sanitary Zoology
- 1982/3 Japanese Society of Systematic Zoology
- 1981-3 Societas Internationalis Odonatologica